# In My Mind
In My Mind is een nummer uit 2018 van de Litouwse dj Dynoro en de Italiaanse dj Gigi D'Agostino.
Het nummer is gebaseerd op het gelijknamige nummer van dj Ivan Gough uit 2012. Dynoro bracht begin 2018 een instrumentale versie van "In My Mind" uit. Later samplede hij het refrein uit "L'amour toujours" van Gigi D'Agostino uit 2001, en bracht het in juni 2018 uit als single. Deze versie werd in Europa een gigantische hit, en wist in veel landen de nummer 1-positie te behalen. In zowel de Nederlandse Top 40 als de Vlaamse Ultratop 50 haalde deze versie de 2e positie.